# Vincetoxicum carnosum
Vincetoxicum carnosum är en oleanderväxtart som först beskrevs av Robert Brown, och fick sitt nu gällande namn av George Bentham. Vincetoxicum carnosum ingår i släktet tulkörter, och familjen oleanderväxter. Inga underarter finns listade i Catalogue of Life.